# Chanukka

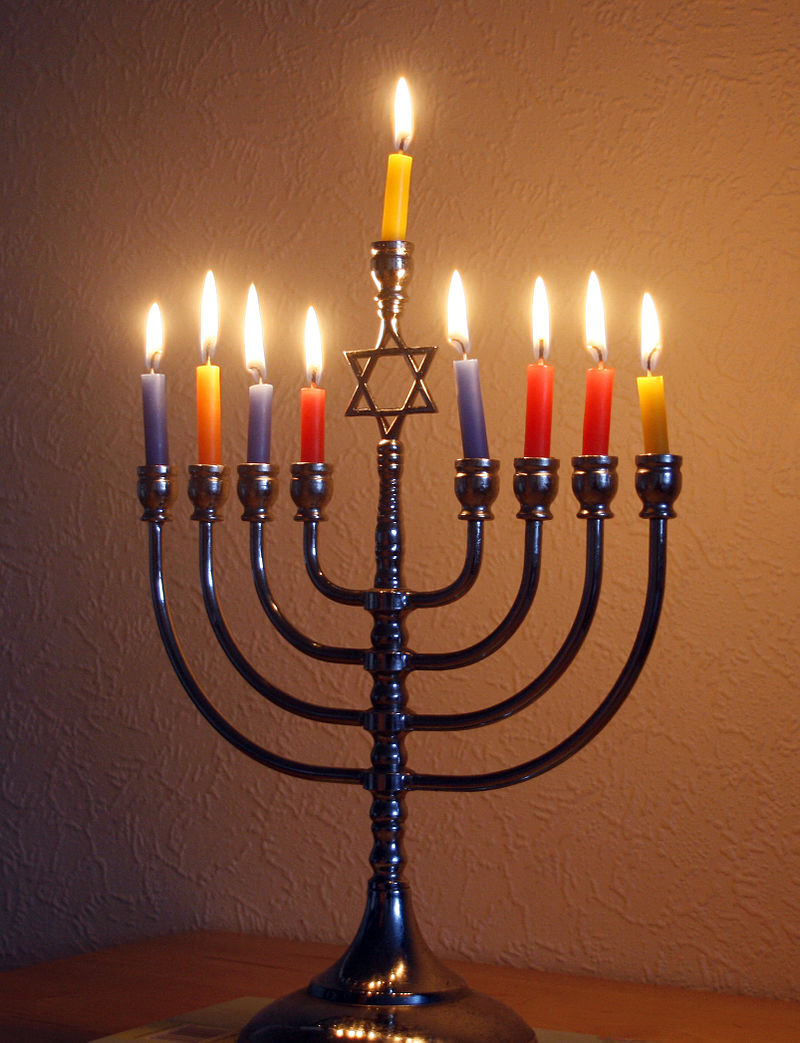
Chanukkia mit acht Kerzen und einem Schamasch, einer weiteren Kerze in der Mitte, mit der die anderen Kerzen entzündet werden. Alle acht Kerzen brennen erst am achten Tag des Chanukkafestes

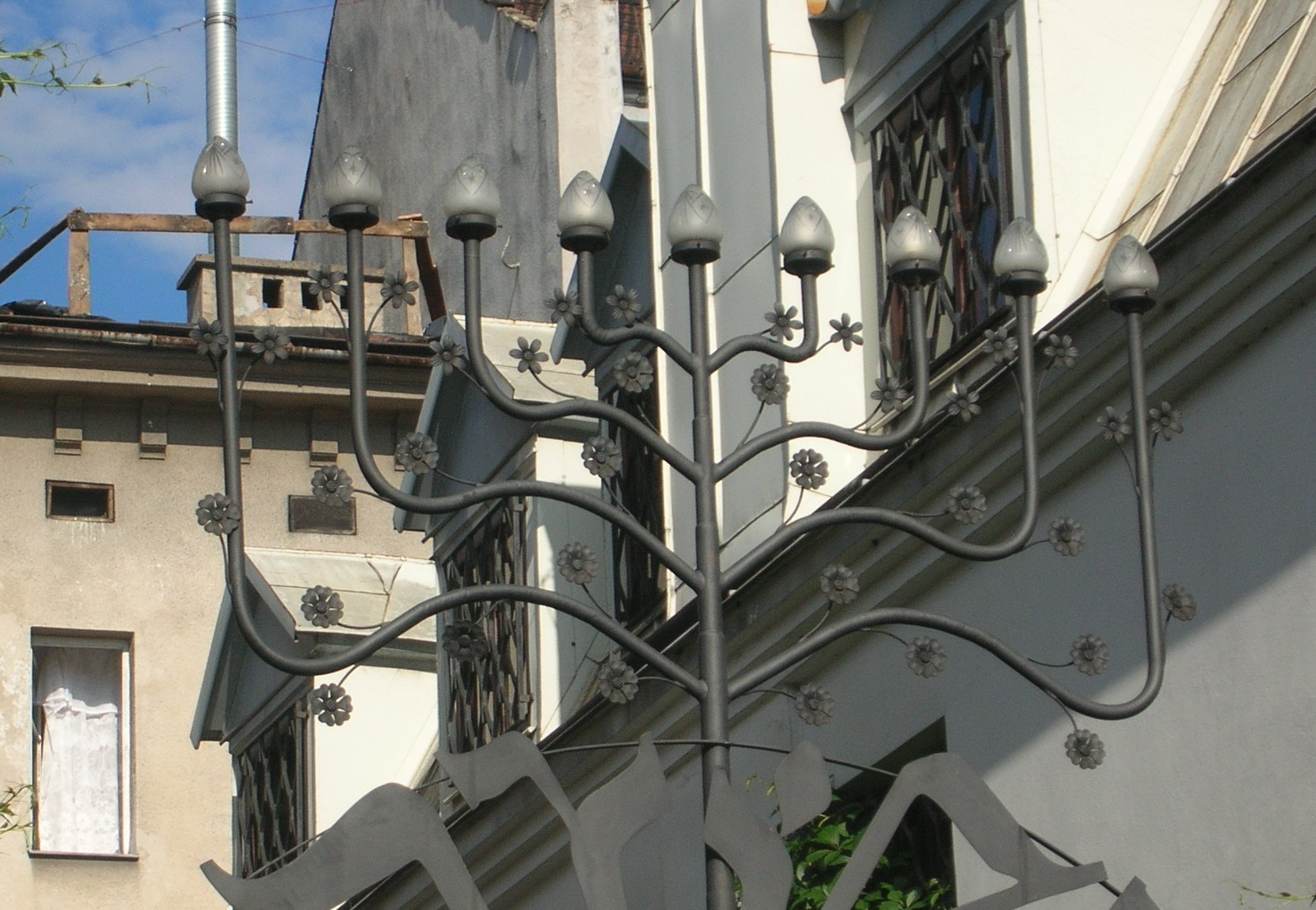
Chanukkia in Kazimierz, Krakau

Chanukka (hebräisch חֲנֻכָּהⓘ [xanu'ka], deutsch ‚Weihe, Einweihung‘, in umgangssprachlicher hebräischer Aussprache ['xanuka], in hebräischer Plene-Schreibung חֲנוּכָּה) oder in deutscher Bezeichnung Lichterfest ist ein acht Tage andauerndes, jährlich gefeiertes jüdisches Fest zum Gedenken an die Wiedereinweihung des zweiten Tempels in Jerusalem im Jahre 164 v. Chr. beziehungsweise 3597 jüdischer Zeitrechnung. Es beginnt am 25. Tag des Monats Kislew (November/Dezember).

## Geschichte
Chanukka erinnert an die Wiedereinweihung des zweiten jüdischen Tempels in Jerusalem im jüdischen Jahr 3597 (164 v. Chr.) nach dem erfolgreichen Makkabäeraufstand der Juden Judäas gegen hellenisierte Juden und Seleukiden, wie er im Ersten Buch der Makkabäer, bei Flavius Josephus und im Talmud überliefert ist. Die Makkabäer beendeten die Herrschaft des Seleukidenreiches über Judäa und führten den traditionellen jüdischen Tempeldienst wieder ein. Sie beseitigten den zuvor im jüdischen Tempel aufgestellten Zeus-Altar, den hellenisierte Juden, die JHWH mit Zeus gleichsetzten und auf griechische Art verehrten, errichtet hatten.
Die Menora, der siebenarmige Leuchter im Tempel, sollte niemals erlöschen. Nach der späteren Überlieferung war aufgrund der Kämpfe mit den Seleukiden nur noch ein Krug geweihtes Öl vorzufinden. Dieses Öl reichte nur für einen Tag. Für die Herstellung neuen geweihten Öls wurden acht Tage benötigt. Durch ein Wunder habe das Licht jedoch acht Tage gebrannt, bis neues geweihtes Öl hergestellt worden war. Daran erinnern die acht Lichter des acht- bzw. neunarmigen Leuchters Chanukkia. Jeden Tag wird ein Licht mehr angezündet, bis am Ende alle acht brennen.
Der Leuchter hat oft neun Arme oder Lichterhalter, das neunte Licht ist der Diener (hebräisch שׁמשׁ Schamasch). Nur mit diesem dürfen die anderen angezündet werden, nachdem die notwendigen Segen (hebräisch ברכה Brachot) gesprochen wurden. Als Lichter werden Kerzen oder Öllämpchen benutzt. Oft wird Olivenöl verwendet, wie bei der Menora im ehemaligen Tempel.
Nach der Entweihung des Zweiten Tempels durch den Zeuskult wurde das Chanukkawunder zur Erinnerung an die Wiedereinweihung gefeiert (1 Makk 4,36–59 ; 2 Makk 10,5–8  (Septuaginta)) (eine Zeitangabe im Neuen Testament (Joh 10,22 ) datiert nach dem Fest der Tempelweihe), bis im Jahr 3830 jüdischer Zeitrechnung (70 n. Chr.) der Tempel durch die Römer endgültig zerstört wurde. Chanukka wird in Familien und Gemeinden gefeiert.

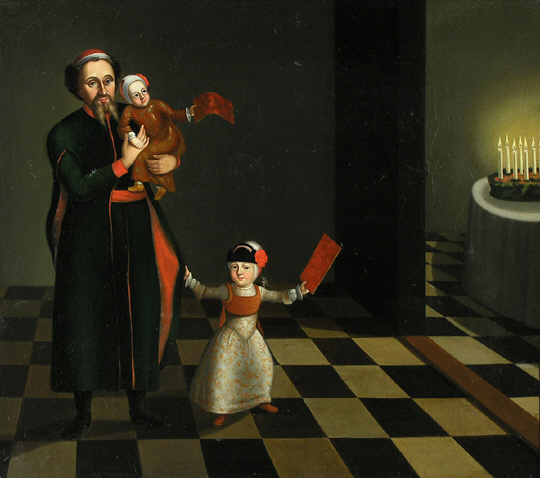
Chanukka auf einem Gemälde aus dem 18. Jahrhundert
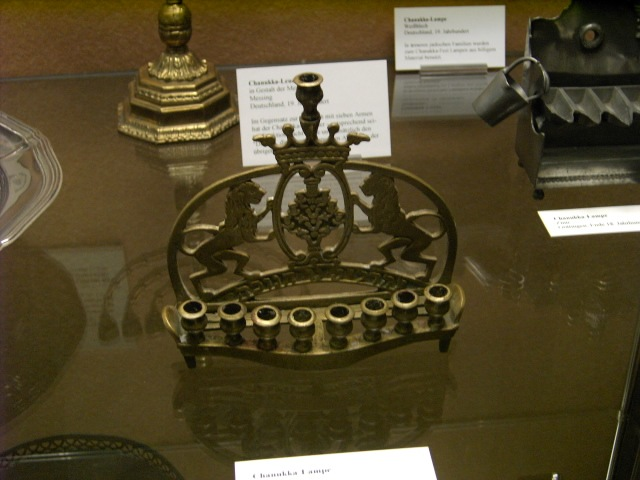
Chanukkia im Stadtmuseum in Göttingen
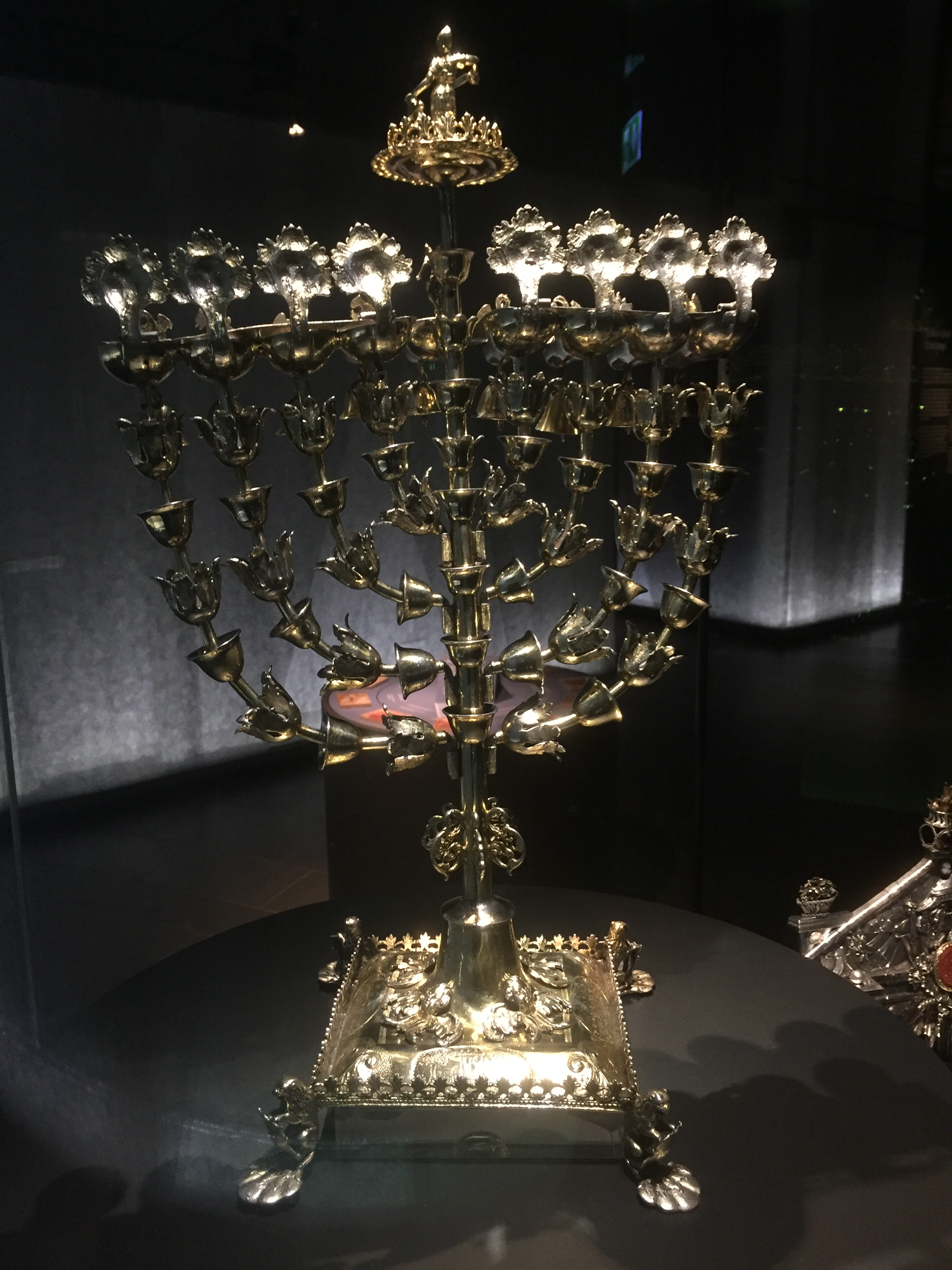
Chanukka-Leuchter aus Frankfurt am Main, 1681
- Video der Tagesschau

## Im Talmud
Chanukka wird im Babylonischen Talmud nur knapp behandelt. Die einschlägige Stelle ist Traktat Schabbat, 21b. Im thematischen Zusammenhang mit den Geboten, die die Kerzen am Schabbat betreffen, wird auch die Kerze von Chanukka angezündet und von daher wird auch der Ursprung des Fests diskutiert.

„Die Rabbinen lehrten: Das Gebot von Chanukka ist eine (einzige) Kerze für jeden und seine Familie. Und für Eifrige: Eine Kerze für jeden Einzelnen (in der Familie). Und für besonders Eifrige: Die Schule Schammais sagt: ‚Am ersten Tag entzündet man acht Kerzen und von da an (jeden Tag) eine (Kerze) weniger.‘ Und die Schule Hillels sagt: ‚Am ersten Tag entzündet man eine (Kerze) und von da an (jeden Tag) eine Kerze mehr.‘ … Die Rabbinen lehrten: Es ist ein Gebot, die Kerze von Chanukka im Hauseingang an der Außenseite aufzustellen. Wer im Obergeschoss wohnt, stellt sie im Fenster auf, das zur Straße geht. Und in der Stunde der Gefahr stellt man sie auf seinen Tisch und (damit ist) genug.“

Das Anzünden einer Kerze ist demnach das Zentrum des Festes. Der heute verbreiteten Weise des Kerzen-Anzündens entspricht hier das geschilderte Gebot für besonders Eifrige in der Fassung der Schule Hillels, wonach jeden Tag eine Kerze mehr angezündet wird. Die Kerzen sollen im öffentlichen Raum aufgestellt werden. Von diesem Gebot darf in Zeiten von Verfolgung abgewichen werden.
Daran anschließend wird nach der Herkunft des Festes gefragt.

„Was ist Chanukka? Die Rabbinen lehrten: Am 25. (des Monats) Kislew (beginnen) die acht Tage von Chanukka. An ihnen darf weder getrauert, noch gefastet werden. Als die Griechen in den Tempel eindrangen, verunreinigten sie alle Öle, die sich im Tempel befanden. Nachdem  das Königtum des Hauses der Hasmonäer erstarkt war und sie [= die Griechen] besiegte, prüften sie [= die Hasmonäer] nach und fanden nichts, außer einem Gefäß mit Öl, welches (noch) mit dem Siegel des Hohepriesters verschlossen war. In ihm war Öl für nicht mehr als um für einen Tag (den Leuchter) zu entzünden. Es geschah ein Wunder und es wurde mit ihm acht Tage (lang der Leuchter) entzündet. Im folgenden Jahr legten sie diese (Tage) fest und machten sie zu Festtagen des Lobes und Dankes.“

## Chanukka-Bräuche
Chanukka ist primär ein häusliches Fest. An den Chanukka-Abenden versammeln sich die Familien mit Freunden zu ausgelassenen Festen. Gemeindefeiern sind üblich, die Kinder bekommen Geschenke und Süßigkeiten. Gegessen werden vor allem in Öl gebackene Speisen wie Sufganiyot (Krapfen) oder Latkes (Kartoffelpuffer) und weitere Spezialitäten der jüdischen Küche. Nach dem Anzünden der Lichter werden Maos Zur und weitere Chanukkalieder gesungen. Ursprünglich wurden die Lichter nur in den Häusern angezündet, später in den Synagogen und öffentlich auf Plätzen. Literarische Erwähnung findet das Fest unter anderem in Heinrich Heines Denkschrift für Ludwig Börne von 1840. Darin schildert Heine einen abendlichen Spaziergang der beiden Schriftsteller jüdischer Herkunft „Anno 1827“ durch die Frankfurter Judengasse, „die am Tage einen düsteren Anblick gewährte, jetzt aufs fröhlichste illuminiert war[, da] die Kinder Israel an jenem Abend, wie mir mein Cicerone [Börne] erklärte, ihr lustiges Lampenfest feierten.“

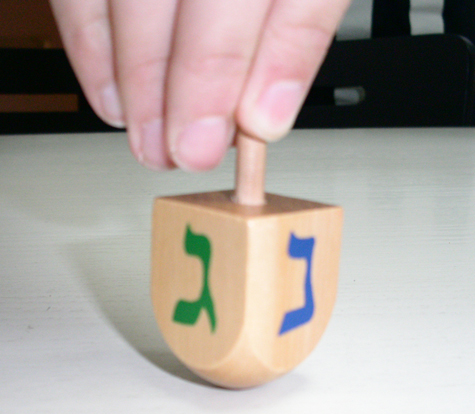
Dreidel; links: Gimel, rechts: Nun

Die Chanukkia wird unmittelbar nach Einbruch der Dunkelheit angezündet. Dabei werden Gebete gesprochen, Lieder gesungen und die Chanukka-Geschichte erzählt. Beliebt ist das Spiel mit dem Dreidel, einem Kreisel, auf dessen Seiten vier hebräische Schriftzeichen (נ Nun, ג Gimel, ה He und ש Schin) stehen. Die Schriftzeichen stehen außerhalb Israels für die Initialen des hebräischen Satzes Nes Gadol Haja Scham ‚Ein großes Wunder geschah dort‘. In Israel steht auf den Dreideln der Satz: Nes Gadol Haja Po ‚Ein großes Wunder geschah hier‘. Dabei wird der Buchstabe ש Schin durch פ (Pe) ersetzt. Für den Zweck des Spiels werden die Buchstaben als Abkürzungen der jiddischen Wörter ‚Nisht‘, ‚Gants‘, ‚Halb‘, ‚Stell ein‘ (deutsch nichts, ganz, halb und stellen) ausgelegt.
Während der Chanukkatage erhalten Kinder Münzen und werden ermutigt, einen Teil des Geldes für wohltätige Zwecke zu spenden (Zedaka). Der bei einigen beliebte Brauch, zu Chanukka Gänsebraten zuzubereiten, wird mit dem anfallenden Fett begründet, das in Leuchtern verbrannt wird. Ein Spiel, das früher zum festen Bestandteil der Chanukka-Abende zählte, ist Glocke und Hammer.
Kad katan (hebräisch כַּד קָטָן) ist ein populäres israelisches Kinderlied von Aharon Ashman, das an Chanukka gesungen wird.

## Die Chanukkia

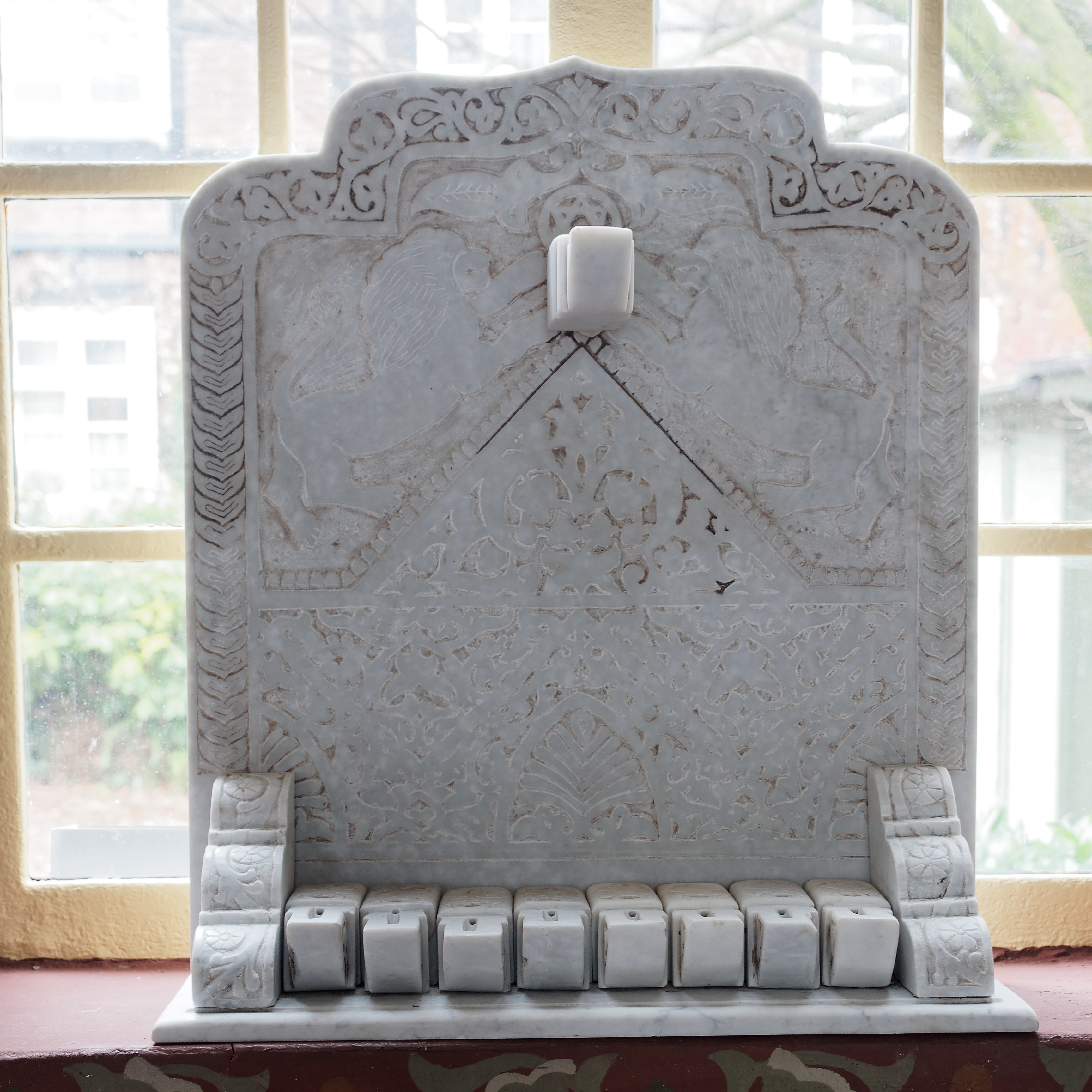
Chanukkia in der ehemaligen Synagoge in Arnsberg-Neheim

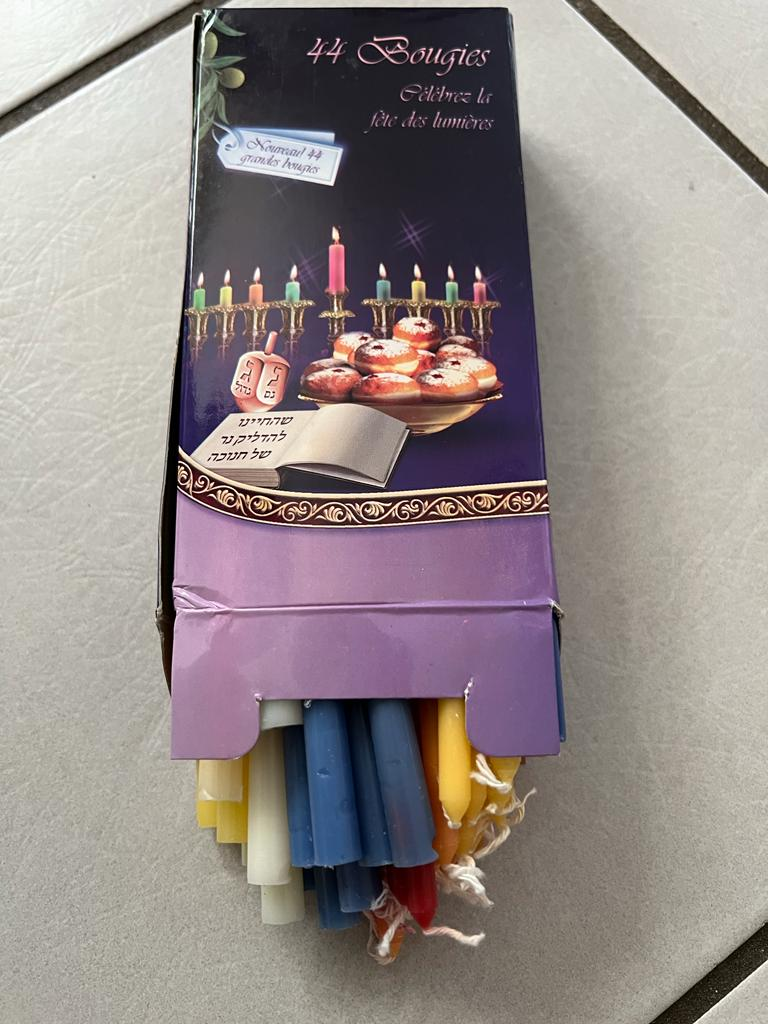
Man benötigt 44 Kerzen für das Chanukkafest (1+2+3+4+5+6+7+8), einschließlich acht Kerzen für den Schammes, mit dem die Kerzen jeden Tag angezündet werden.

Der acht- bis neunarmige Leuchter, die Chanukkia, darf nicht mit der Menora, dem siebenarmigen Leuchter, verwechselt werden.
Für das Entzünden der Kerzen in der Chanukkia gibt es unterschiedliche Traditionen. Durchgesetzt hat sich die Schule Hillels: am ersten Abend ein Licht und an jedem weiteren Abend ein Licht mehr, sodass am achten Abend insgesamt acht Lichter mittels der neunten Kerze, des Schammes, angezündet werden. Zu diesem Zweck wird ein Chanukkaleuchter mit acht Flammen verwendet. Die Kerzen werden nach dem Abendgebet angezündet, sobald am Himmel die ersten Sterne zu sehen sind. Solange die Lichter brennen, ruht jede Arbeit. Die Lichter müssen mindestens eine halbe Stunde lang brennen.
Der Chanukkaleuchter muss so aufgestellt werden, dass er der Öffentlichkeit ins Auge fällt; denn hinter diesem Gebot steht die Absicht, das Wunder publik zu machen. Die dabei verwendeten Lichter dürfen keinem anderen Zweck dienen. Von ihnen darf kein Nutzen entstehen und sie sind nur anzuschauen. Daher ist es üblich geworden, sich mit Spielen zu beschäftigen, während die Lichter brennen. Aus diesem Grund wird der Leuchter an ein Fenster gestellt oder, besonders in Israel, links vom Hauseingang. Hier stünde er der Mesusa gegenüber, die rechts angebracht ist. In der Synagoge werden täglich Chanukkalichter angezündet. Die Lichter im Chanukkaleuchter werden mit einem weiteren Licht, dem Schamasch (Diener) angezündet.
Es existieren verschiedene Traditionen, wie der Chanukkaleuchter angezündet wird: Ursprünglich wurde nur eine Kerze je Tag angezündet, was ausreicht, um die für Chanukka vorgesehene gute Tat zu erfüllen. Seit dem 13. Jahrhundert haben sich unterschiedliche Traditionen entwickelt, die das Anzünden von acht Kerzen des Chanukkaleuchters vorsehen.
1. Im 13. Jahrhundert überlieferte Rabbi Meir von Rothenburg die Tradition, den Chanukkaleuchter von links nach rechts anzuzünden. Dies ist der aschkenasische Minhag (Brauch), der in West- und Süddeutschland eingehalten wurde und später vom Gaon von Wilna für die litauischen Juden übernommen wurde.
2. Zwei weitere Traditionen entwickelten sich im 14. Jahrhundert: Rabbi Isserlein berichtete von einer Tradition in Österreich, nach der die Chanukkalichter von rechts nach links angezündet werden. Diese Tradition wurde in Polen und großen Teilen Osteuropas so gepflegt und wird als Minhag Austrich oder Minhag Polin bezeichnet.
3. Eine dritte Tradition wurde von Rabbi Joseph ben Solomon Colon überliefert: Die Chanukkakerzen werden von rechts nach links aufgestellt und an jedem Tag von der am weitesten links stehenden Kerze beginnend angezündet. Diese in Frankreich und einigen italienischen Gemeinden gepflegte Tradition entwickelte sich zur vor allem in Osteuropa vorherrschenden Tradition des Chanukkakerzenanzündens. Sie wurde vom chassidischen Judentum (Minhag Ari) und einigen sephardischen Gemeinden übernommen.

## Segenssprüche
Am ersten Chanukkatag wird die erste Kerze angezündet. Dabei werden drei Segenssprüche gesagt. Der dritte Segensspruch ist als Schehechejanu (der uns das Leben gegeben hat) bekannt.
| Deutsch | Transkription | Hebräisch                                                                       |
| --- | --- | ------------------------------------------------------------------------------- |
| Gepriesen seist Du, Herr unser Gott, König der Welt, der Du uns geheiligt durch deine Gebote und uns geboten, das Chanukkahlicht anzuzünden. | Baruch atah, [adonaj] elohenu, melech haOlam, ascher kideschanu beMitzwotaw weTziwanu leHadlik ner (schel) chanukkah. | בָּרוּךְ אַתָּה, יְהֹוָה אֱלֹהֵינוּ, מֶלֶךְ הָעוֹלָם, אֲשֶׁר קִדְּשָׁנוּ בְּמִצְוֹתָיו, וְצִוָּנוּ לְהַדְלִיק נֵר (שֶׁל) חֲנֻכָּה. |
| Gepriesen seist Du, Herr unser Gott, König der Welt, der Du Wunder erwiesen unseren Vorfahren in jenen Tagen zu dieser Zeit.                 | Baruch atah, [adonaj] elohenu, melech haOlam, scheAsah nisim laWotenu baJamim haHem baZman haZeh.                     | בָּרוּךְ אַתָּה, יְהֹוָה אֱלֹהֵינוּ, מֶלֶךְ הָעוֹלָם, שֶׁעָשָׂה נִסִּים לַאֲבוֹתֵֽינוּ בַּיָּמִים הָהֵם בַּזְּמַן הַזֶּה.        |
| Gepriesen seist Du, Herr unser Gott, König der Welt, der Du uns hast Leben und Erhaltung gegeben und uns hast diese Zeit erreichen lassen.   | Baruch atah, [adonaj] elohenu, melech haOlam, scheHechjanu, weKimanu weHigianu laZman haZeh.                          | בָּרוּךְ אַתָּה, יְהֹוָה אֱלֹהֵינוּ, מֶלֶךְ הָעוֹלָם, שֶׁהֶחֱיָנוּ וְקִיְּמָנוּ וְהִגִּיעָנוּ לַזְּמַן הַזֶּה׃               |

An den weiteren Tagen werden vor dem Kerzenanzünden nur die ersten zwei Segenssprüche gesprochen. Am Freitagabend werden die Lichter für Chanukka vor Anbruch der Dunkelheit, noch vor den Shabbatlichtern angezündet. Nach dem Anzünden der Lichter rezitieren die sephardischen Juden Psalm 30, während die aschkenasischen Juden das Lied Maos Zur singen, Oh mächtiger Fels.

## Termine des Chanukkafestes

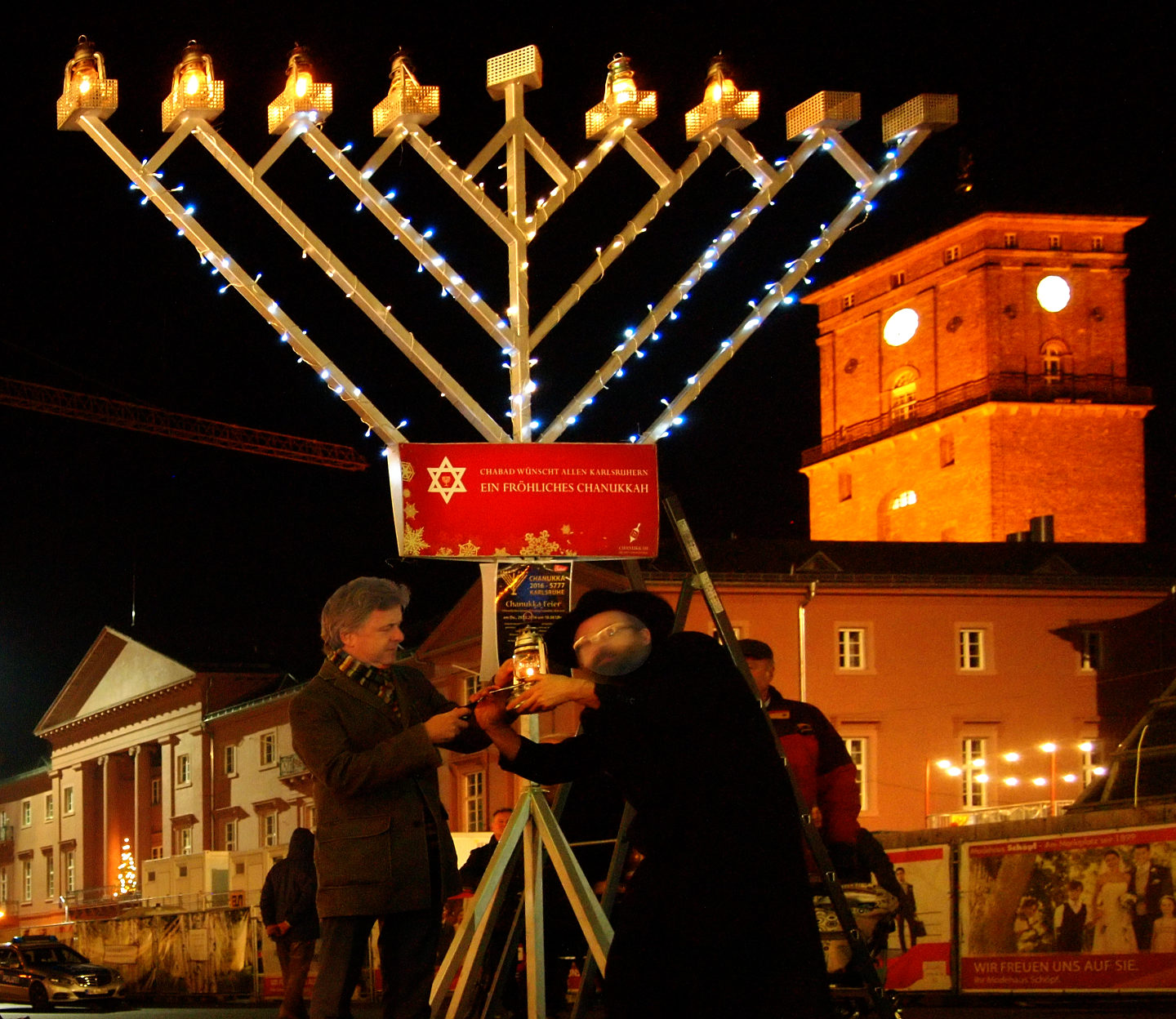
Auf Initiative der Chabad-Bewegung werden zunehmend öffentliche Chanukka-Feiern durchgeführt, so 2016 in Karlsruhe

Chanukkia am Brandenburger Tor in Berlin, Dezember 2019

Der erste Tag ist immer der 25. Kislew, die eigentliche Feier beginnt jedoch stets bereits mit dem Sonnenuntergang am Vorabend. Jeder Festtag beginnt am Vorabend, denn im jüdischen Kalender dauert der Tag vom Vorabend bis zum Abend des Tages – nicht von 0 bis 24 Uhr. Der abendliche Beginn wird mit dem Wort Erev (hebräisch ערב, Abend) bezeichnet. Das Ende variiert zwischen dem 2. und 3. Tevet, da der Kislew entweder 29 oder 30 Tage hat. Demfolgend variiert das Datum des Endes von Chanukka nach dem gregorianischen Kalender, da der jüdische Kalender immer nach dem Mond neu berechnet wird.
| Jüdisches Datum          | Von (Gregorianisches Datum)                | Bis (Gregorianisches Datum)               |
| ------------------------ | ------------------------------------------ | ----------------------------------------- |
| 25 Kislev - 2 Tevet 5785 | Sonnenuntergang Mittwoch 25. Dezember 2024 | Abenddämmerung Donnerstag 2. Januar 2025  |
| 25 Kislev - 2 Tevet 5786 | Sonnenuntergang Sonntag 14. Dezember 2025  | Abenddämmerung Montag 22. Dezember 2025   |
| 25 Kislev - 2 Tevet 5787 | Sonnenuntergang Freitag 4. Dezember 2026   | Abenddämmerung Samstag 12. Dezember 2026  |
| 25 Kislev - 2 Tevet 5788 | Sonnenuntergang Freitag 24. Dezember 2027  | Abenddämmerung Samstag 1. Januar 2028     |
| 25 Kislev - 2 Tevet 5789 | Sonnenuntergang Dienstag 12. Dezember 2028 | Abenddämmerung Mittwoch 20. Dezember 2028 |
| 25 Kislev - 3 Tevet 5790 | Sonnenuntergang Samstag 1. Dezember 2029   | Abenddämmerung Sonntag 9. Dezember 2029   |